# Narodowy Dzień Pamięci „Żołnierzy Wyklętych”
Narodowy Dzień Pamięci „Żołnierzy Wyklętych” – polskie święto państwowe obchodzone corocznie 1 marca, poświęcone upamiętnieniu żołnierzy antykomunistycznego i niepodległościowego podziemia. Święto nie jest dniem wolnym od pracy.

## Historia inicjatywy
W 2001 roku Sejm Rzeczypospolitej Polskiej podjął uchwałę, w której uznał zasługi organizacji i grup niepodległościowych, które po zakończeniu II wojny światowej zdecydowały się na podjęcie nierównej walki o suwerenność i niepodległość Polski, oddając w ten sposób hołd poległym i pomordowanym oraz wszystkim więzionym i prześladowanym członkom organizacji Wolność i Niezawisłość. Było to pierwsze tej rangi uhonorowanie żołnierzy zbrojnego podziemia antykomunistycznego.
W 2009 roku opolskie organizacje kombatanckie skupione wokół Porozumienia Organizacji Kombatanckich i Niepodległościowych w Krakowie, reprezentującego takie organizacje jak: Zrzeszenie „Wolność i Niezawisłość”, Związek Żołnierzy Narodowych Sił Zbrojnych, Światowy Związek Żołnierzy Armii Krajowej, wsparte przez opolskie władze samorządowe, zwróciły się o ustalenie dnia 1 marca Dniem Żołnierzy Antykomunistycznego Podziemia. Od początku poparcia dla inicjatywy zadeklarowały kluby parlamentarne Platformy Obywatelskiej i Prawa i Sprawiedliwości.
Inicjatywę ustawodawczą w zakresie uchwalenia nowego święta podjął w 2010 roku prezydent Lech Kaczyński. Uzasadnienie dołączone do projektu ustawy głosiło, że ustanowienie święta 

jest wyrazem hołdu dla żołnierzy drugiej konspiracji za świadectwo męstwa, niezłomnej postawy patriotycznej i przywiązania do tradycji patriotycznych, za krew przelaną w obronie Ojczyzny (…). Narodowy Dzień Pamięci „Żołnierzy Wyklętych” to także wyraz hołdu licznym społecznościom lokalnym, których patriotyzm i stała gotowość ofiar na rzecz idei niepodległościowej pozwoliły na kontynuację oporu na długie lata.

Po śmierci prezydenta Lecha Kaczyńskiego prezydent Bronisław Komorowski podtrzymał projekt, ale uchwalenie nowego święta się przedłużyło. O uchwalenie ustawy apelowała w grudniu 2010 roku Fundacja „Polska się Upomni”. Na początku 2011 roku fundacja ta, organizacje kombatanckie i Jan Żaryn sygnowały Porozumienie na rzecz obchodów dnia i roku Żołnierzy Wyklętych, stanowiące sobie za główny cel wspieranie ustanowienia Dnia Pamięci Żołnierzy Wyklętych świętem państwowym. Działania porozumienia zostały przedstawione na konferencji prasowej w lutym 2011 roku. 

W hołdzie „Żołnierzom Wyklętym” – bohaterom antykomunistycznego podziemia, którzy w obronie niepodległego bytu Państwa Polskiego, walcząc o prawo do samostanowienia i urzeczywistnienie dążeń demokratycznych społeczeństwa polskiego, z bronią w ręku, jak i w inny sposób, przeciwstawili się sowieckiej agresji i narzuconemu siłą reżimowi komunistycznemu…

## Legislacja
Prezydencki projekt ustawy z dnia 26 lutego 2010 roku wpłynął do Sejmu Rzeczypospolitej Polskiej 1 marca 2010 roku. W dniu 5 marca 2010 roku projekt skierowano do Sejmowej Komisji Kultury i Środków Przekazu. 31 stycznia 2011 roku prezydent Bronisław Komorowski upoważnił do reprezentowania swojego stanowiska sekretarza stanu w Kancelarii Prezydenta Krzysztofa Łaszkiewicza.

Pismem z dnia 8 czerwca 2010 roku Rada Ministrów pozytywnie zaopiniowała przedstawiony jej projekt, wskazując, że uzupełnia on katalog świąt i dni pamięci, upowszechniających tradycje walk o Wolną Polskę. W opinii zauważono także, że 

żołnierze tzw. drugiej konspiracji, którzy jako pierwsi walczyli o Wolną Polskę z okupantem sowieckim i zainstalowanym przez niego reżimem komunistycznym, zapłacili za wierność swoim ideałom niejednokrotnie cenę najwyższą – cenę swego życia. Nawet jeśli udało Im się przeżyć, przez kolejne 45 lat żyli z piętnem – jak to określała komunistyczna propaganda – „bandytów” i „faszystów”.

 Tym samym pismem do reprezentowania stanowiska Rady Ministrów wyznaczona została minister pracy i polityki społecznej Jolanta Fedak.
Pierwsze czytanie projektu ustawy oraz rozpatrzenie projektu odbyło się na posiedzeniu Komisji Kultury i Środków Przekazu w dniu 2 lutego 2011 roku. W trakcie prac komisja – na wnioski posłanki Elżbiety Kruk – wprowadziła poprawki do preambuły oraz zmodyfikowała art. 3, regulujący termin wejścia ustawy w życie, dzięki czemu zaczęła ona obowiązywać z chwilą jej ogłoszenia (prezydencki projekt zakładał 14-dniowy termin wejścia w życie ustawy). Na posła sprawozdawcę członkowie komisji wybrali Piotra Babinetza. Przyjęta w komisji wersja trafiła pod głosowanie do sejmu w tym samym dniu. Po wysłuchaniu sprawozdania niezwłocznie przystąpiono do III czytania. Ustawę w głosowaniu poparły niemal jednogłośnie wszystkie parlamentarne kluby poselskie. Za przyjęciem ustawy głosowało 406 spośród 417 obecnych posłów, 8 było przeciw, 3 się wstrzymało. Przyjęta przez sejm ustawa trafiła pod obrady senatu 4 lutego 2011 roku. Sprawozdawcą komisji na posiedzeniu został senator Piotr Andrzejewski. Senat przyjął ustawę bez poprawek. Prezydent Bronisław Komorowski podpisał ustawę w dniu 9 lutego 2011 roku. Ustawa została opublikowana w Dzienniku Ustaw Nr 32, poz. 160 z 15 lutego 2011 roku.

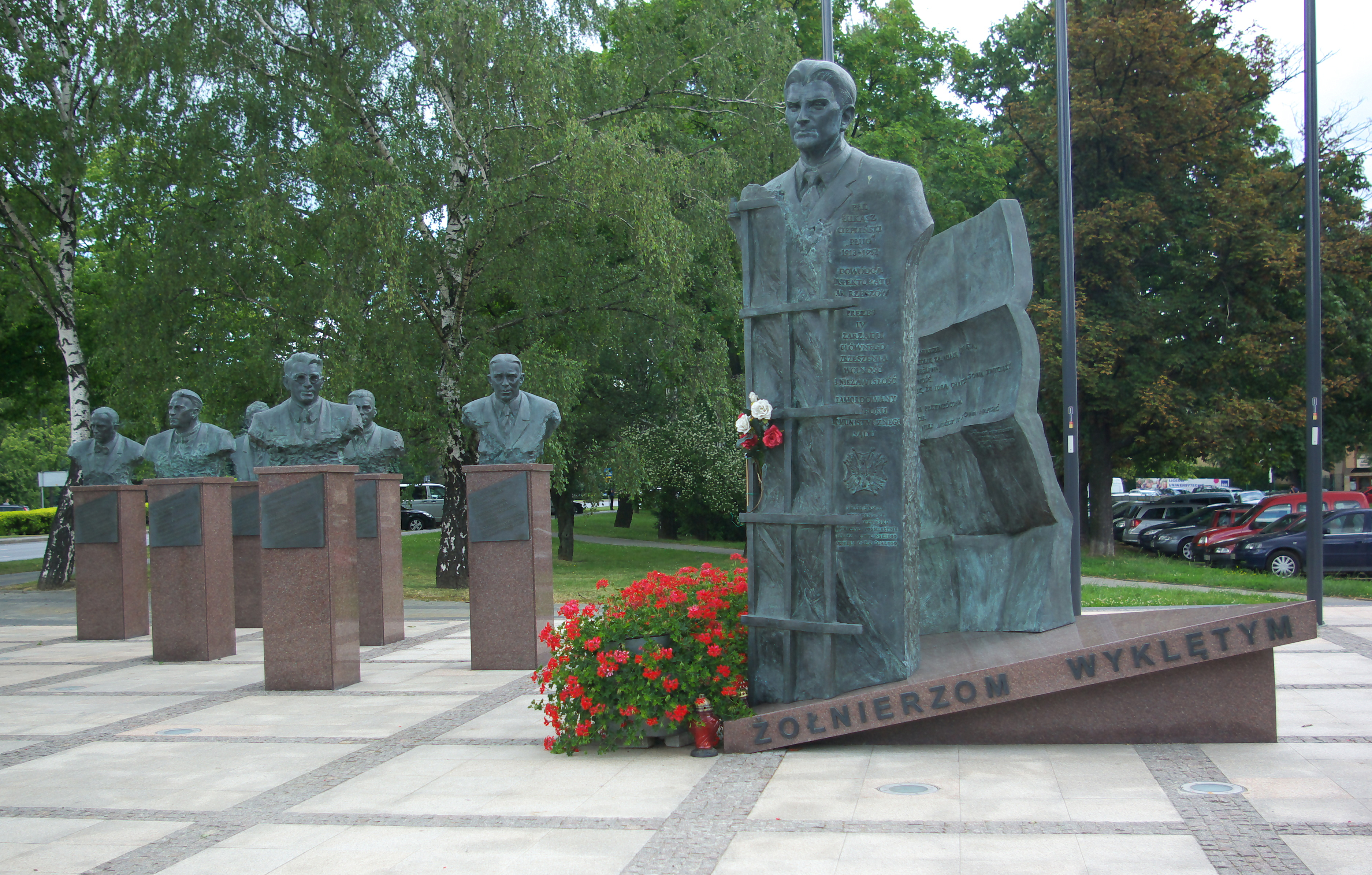
Pomnik Żołnierzy Wyklętych w Rzeszowie, honorujący siedmiu członków IV ZG WiN

## Termin
Uzasadnienie projektu ustawy nie wyjaśnia, dlaczego na celebrowanie Narodowego Dnia Pamięci „Żołnierzy Wyklętych” wybrano dzień 1 marca. Pomysł ustanowienia święta w tym terminie wysunął ówczesny prezes Instytutu Pamięci Narodowej Janusz Kurtyka. Tego dnia w 1951 roku w więzieniu mokotowskim wykonano wyrok śmierci na siedmiu członkach IV Zarządu Głównego Zrzeszenia „Wolność i Niezawisłość”: Łukaszu Cieplińskim, Mieczysławie Kawalcu, Józefie Batorym, Adamie Lazarowiczu, Franciszku Błażeju, Karolu Chmielu i Józefie Rzepce – będących ostatnimi ogólnopolskimi koordynatorami „Walki o Wolność i Niezawisłość Polski z nową sowiecką okupacją”. Jak wyjaśnił przedstawiciel wnioskodawcy na posiedzeniu Komisji, wybór daty był nieprzypadkowy także z tego powodu, że w ten sposób nawiązano do uchwały sejmowej z 2001 roku. Inicjatorom powstania święta zależało szczególnie na ustanowieniu go przed 1 marca 2011 roku, aby pierwszymi obchodami uczcić 60. rocznicę zamordowania dowództwa WiN.

## Krytyka i kontrowersje
Organizacja obchodów Narodowego Dnia Pamięci „Żołnierzy Wyklętych” spotyka się z krytyką środowisk Lewicy i organizacji pozarządowych. Robert Biedroń wezwał do przeprowadzenia debaty na temat żołnierzy wyklętych – w jego opinii wielu z nich ma wspaniałe życiorysy, ale znajdowali się też wśród nich zbrodniarze. Wielokrotnie negatywnie o idei ustanowienia święta oraz o działalności żołnierzy wyklętych wypowiadała się posłanka Joanna Senyszyn oraz poseł Maciej Gdula, którzy zarzucili członkom podziemia zamordowanie 5 tysięcy cywilów, w tym 187 dzieci i 200 Żydów.
W roku 2017 portal OKO.press zamieścił artykuł o historii politycznego mitu „Żołnierzy Wyklętych”. Podano w nim, że w 1993 roku Liga Republikańska zorganizowała wystawę poświęconą antykomunistycznemu podziemiu zbrojnemu po 1944 roku i nadała jej tytuł „Żołnierze Wyklęci” - stąd upowszechnienie tego terminu. Prezes Białoruskiego Towarzystwa Historycznego Oleg Łatyszonek uznając potrzebę upamiętnienia żołnierzy wyklętych krytycznie odniósł się czynienia z pamięci o nich fundamentu polityki historycznej. Ironicznie do kultu żołnierzy wyklętych odniósł się w wierszu "Wyklęci kontra Niezłomni" poeta Maciej Froński.
Kontrowersje dotyczą zwłaszcza organizowanego w Hajnówce, przez środowiska nacjonalistyczne (m.in. ONR) marszu ku czci Romualda Rajsa, na którym ciążą zarzuty zamordowania 79 cywilów. Adrian Zandberg nazwał jego organizację „skandalem i prowokacją”. W 2021 roku Sąd Rejonowy w Hajnówce skazał na rok ograniczenia wolności organizatora Marszu Pamięci Żołnierzy Wyklętych z 2018 roku, w związku propagowaniem w trakcie jego trwania rasizmu i faszystowskiego ustroju państwa. Postępowanie toczyło się również wobec innego uczestnika tego zgromadzenia, który prezentował na nim nazistowską symbolikę. W lutym 2022 r. trasę marszu próbowali zablokować niektórzy mieszkańcy Hajnówki wraz z organizacją Obywatele RP, zostali oni jednak zepchnięci przez policję. Po zakończeniu marszu, dwójce uczestników nacjonalistycznego pochodu zostały przedstawione zarzuty propagowania faszyzmu, a wobec czterdziestu osób z obydwu manifestacji wszczęto postępowania o wykroczenie.